# Caccobius zairensis
Caccobius zairensis är en skalbaggsart som beskrevs av Walter och Yves Cambefort 1977. Caccobius zairensis ingår i släktet Caccobius och familjen bladhorningar. Inga underarter finns listade.